# Windsor-Sarnia Pipeline
Windsor-Sarnia Pipeline (етилено/етанопровід) — трубопровідна система, що забезпечує транспортування зріджених вуглеводневих газів (ЗВГ) у інтересах нафтохімічних підприємства канадської провінції Онтаріо.
У 1979 році на заході Канади в Альберті почала роботу перша установка парового крекінгу в Джоффре. Тоді ж стартували поставки виробленого нею етилену по багатоцільовому трубопроводу Cochin Pipeline, який завершувався на півдні провінції Онтаріо у Віндзорі. Тут етилен одразу передавався до Windsor-Sarnia Pipeline — трубопроводу довжиною 133 км та діаметром 300 мм, що прямував на північ до підземного сховища Корунна. Останнє належало компанії Dow Chemical, яка використовувала зазначений олефін для роботи свого нафтохімічного майданчику. Крім того, етилен міг подаватись для покриття дефіциту компанії Imperial Oil, котра має у Сарнії як власну установку парового крекінгу, так і похідні виробництва. Нарешті, незадовго до завершення головної траси, на 123-му кілометрі, починалось бічне відгалуження діаметром 100 мм, через яке етилен отримував майданчик компанії NOVA. Вона так само мала власне піролізне виробництво неподалік Корунни, проте періодично могла потребувати додаткових обсягів етилену, прокачаних з її ж установок у Джоффре.
У 2006 році через корозію Cochin Pipeline припинив транспортувати етилен, що призвело до виводу з експлуатації і Windsor-Sarnia Pipeline. За два роки по цьому Dow Chemical припинила роботу свого нафтохімічного майданчику та продала підземне сховище. NOVA та Imperial Oil продовжували діяльність в районі Сарнії спираючись на власне піролізне виробництво, втім, їх установки втратили головне джерело етану — адже ця найбільш енергоефективна для продукування етилену сировина раніше надходила через той же Cochin Pipeline та трубопровід Eastern Delivery System.
Невдовзі по цьому внаслідок «сланцевої революції» у регіоні Аппалачів з'явився новий великий ресурс етану. Установка NOVA почала отримувати його ще з 2014-го через Mariner West Pipeline, а в 2018-му почав роботу трубопровід Utopia Pipeline, котрий завершується на тому ж терміналі Віндзор. Цього разу подальше транспортування етану організували за допомогою вільного від попередньої функції трубопроводу Windsor-Sarnia Pipeline. Перетворений на етанопровід, він транспортує цей газ до Сарнії, а через нове відгалуження завдовжки 4 км та діаметром 300 мм (носить власну назву Kimball Pipeline) — до установки парового крекінгу в Корунні та розташованого неподалік підземного сховища. Це дозволило створити друге джерело подачі сировини для повністю переведеного на етан піролізного виробництва компанії NOVA (до речі, в кілька разів потужнішого за установку Imperial Oil в Сарнії).